# Renia orthosialis
Renia orthosialis är en fjärilsart som beskrevs av Achille Guenée 1854. Renia orthosialis ingår i släktet Renia och familjen nattflyn. Inga underarter finns listade.